# スヴェトラーナ・アレクシエーヴィッチ
スヴェトラーナ・アレクサンドロヴナ・アレクシエーヴィッチ（ロシア語: Светла́на Алекса́ндровна Алексие́вич, ベラルーシ語: Святла́на Алякса́ндраўна Алексіе́віч, 英語: Svetlana Alexandrovna Alexievich, Svyatlana Alyaksandrawna Alyeksiyevich、1948年5月31日 - ）は、ベラルーシの作家、ジャーナリスト。「スヴェトラーナ・アレクシエーヴィチ」、「スベトラーナ・アレクシエービッチ」表記もある。2015年ノーベル文学賞受賞。

## 略歴・人物
スヴェトラーナ・アレクシエーヴィッチは1948年5月31日にウクライナ・ソビエト社会主義共和国のスタニスラフ(現在はイヴァーノ＝フランキーウシク)で生まれる。ベラルーシ人の父とウクライナ人の母をもつ。父親が第二次世界大戦後に軍隊を除隊すると、ベラルーシ・ソビエト社会主義共和国に移住し、両親は教師となった。
ベラルーシ国立大学でジャーナリズムを専攻して1972年に卒業し、ジャーナリストとなる。大学卒業時の労働割当制度によってブレスト州の『共産主義の灯台』紙で働いたのち、ミンスクの『農業新聞』や文芸誌『ニューマン』で活動した。
1985年出版の第1作『戦争は女の顔をしていない』では、第二次世界大戦に従軍した女性や関係者を取材。第2作『ボタン穴から見た戦争』（1985年）では、第二次世界大戦の独ソ戦当時に子供だった人々の体験談を集めた。1988年にはソヴィエト連邦の介入下にあるアフガニスタンを取材し、『アフガン帰還兵の証言』でアフガニスタン侵攻に従軍した人々や家族の証言を集めたが、一般のソ連国民に隠されていた事実が明らかにされ、ソ連軍や共産党の新聞はアレクシエーヴィッチを攻撃した。『チェルノブイリの祈り』（1997年）では、チェルノブイリ原子力発電所事故に遭遇した人々の証言を取り上げているが、ベラルーシでは未だに事故に対する言論統制が敷かれている。2003年に訪日し、チェルノブイリを主題に講演を行なった。
ベラルーシのルカシェンコ政権やロシアのプーチン政権には批判的で、ルカシェンコの大統領就任後のベラルーシではアレクシエーヴィチの作品が出版されていない。アレクシエーヴィチは圧力や言論統制を避けるために2000年代は西欧を転々とし、2011年に帰国した。
東日本大震災による福島第一原子力発電所事故が起きた際、アレクシエーヴィチは4月に「チェルノブイリから福島へ」と題したメッセージを日本に向けて送った。その後、2016年に福島を訪れて南相馬市の小高駅近辺、飯館村、伊達市、さらに事故後に相次いだ自殺者の現場などを取材した。日本では福島第一原発事故発生後に起こった脱原発の流れの中、『チェルノブイリの祈り』が岩波現代文庫で再刊されたことをきっかけに名が知られるようになった。
2015年、ジャーナリストとして初めてノーベル文学賞を受賞した。ロシアによるウクライナへの干渉やクリミア併合を批判しているためロシアでは非難する声が強い。ウクライナへの干渉はルカシェンコは賛同していないことや、ベラルーシ唯一のノーベル賞受賞者であることからベラルーシ政府は受賞に祝辞を送った。ルカシェンコはアレクシエーヴィチの受賞の3日後に大統領選挙の投票日があり、彼女の健康と幸福を願うメッセージを出した。しかし投票が終了して5選目が決まり、外国人選挙監視団が帰国したのちは、「ベラルーシに泥を塗っている」としてアレクシエーヴィチを非難した。
2020年8月9日の大統領選挙直後から、ベラルーシではルカシェンコに対する反政府デモが起きた。大統領候補のスヴェトラーナ・チハノフスカヤをはじめとする野党候補者、市民団体、作家や専門家らは法秩序の回復と政権移行を目指す調整協議会を設立し、アレクシエーヴィチは執行役員として活動した。8月26日にはアレクシエーヴィチにも捜査当局が出頭を要請し、約40分間の事情聴取を実施した。事情聴取前のアレクシエーヴィチは、ルカシェンコが反政府側との対話に応じるようにロシアを含めた世界に対して協力を要請した。
2020年9月28日、持病の治療のためドイツに出国し、2022年現在も滞在している。ドイツに出国後、ベラルーシ法務省はアレクシエーヴィチが会長であるベラルーシ・ペンの解散を求め、ベラルーシ・ペンの銀行口座が凍結された。アレクシエーヴィチがオルガ・トカルチュクとのイベントに参加する際には、彼女が爆弾を持っているという疑いをかけられてベルリンから飛行機に乗れなかった。
2022年、ロシアのウクライナ侵攻が起き、それに批判的立場をとる彼女にふたたび注目が集まり、ニュース報道のインタビュー取材をうけている。

## 作品
アレクシエーヴィチはベラルーシとウクライナ出身の両親を持ち、ロシア語で執筆をしており、ノーベル賞の受賞講演では家が３つ（ベラルーシ、ウクライナ、ロシア）あると表現している。
アレクシエーヴィチは自作について、権力に抑圧されながら生きる人間である「小さい人々」の声を集めたと語っている。また、「感情の歴史」を紡いでいるとも語っている。アレクシエーヴィチは取材をした人々の言葉から執筆を行い、自身の言葉は控えめに表現している。それと同時に、編集者として介入を行い証言を素材とした創作が行われている。このインタビューにもとづく方法論は、ベラルーシの作家アレシ・アダモヴィチがきっかけとなっており、アレクシエーヴィチはアダモヴィチを師と呼んでいる。アダモヴィチは戦争の被害を受けた住民に取材をして本として発表する活動をしていた。ジャーナリストだったアレクシエーヴィチはアダモヴィチの方法論に影響を受け、農村から都市に移り住む人々を取材して『私は村を出た』というルポルタージュを執筆した。この作品はソ連時代に移動を制限していた国内パスポート制度の問題点を指摘しており、検閲により出版が差し止められた。

### 『戦争は女の顔をしていない』
『戦争は女の顔をしていない』において、第二次世界大戦の女性兵士を取材対象に選んだ。それまでソ連では女性兵士が文芸作品や映画で描かれていたが、兵士自身が体験を語る作品はなかった。ジャーナリスト時代のアレクシエーヴィチが戦争の英雄と呼ばれる男性を取材した際、その妻が戦場で料理人をした時の体験談が「とても怖かった」と語ってくれた。自分が書くべきことを聞いたとアレクシエーヴィチは考え、女性だけを対象として取材をした。原稿は1983年にできあがったが、体験者が語る戦場の様子は政府が望むイメージではなかったために検閲を受けて刊行できなかった。1985年にミハイル・ゴルバチョフ政権が成立してペレストロイカ政策が始まった後に出版されるとベストセラーとなり、アレクシエーヴィチは著名になった。

### 『最後の証人たち』
『最後の証人たち』（1985年）は、第二次大戦中に子供だった人々の証言をもとに執筆された。原題の『最後の証人たち』は、親を失ったあとで最後の生き残りとして話さなければならないと語った証言者をもとにしているとされる。邦題『ボタン穴から見た戦争』は、爆撃をオーバーのボタン穴からのぞいていた少女の証言をもとにしている。この作品は、雑誌『民族友好』に掲載された時と単行本では内容が異なり、修正や加筆が多数ある。アレクシエーヴィチによれば、証言者たちはソ連8月クーデターで共産主義政権が倒れてから心境に変化が生じて、かつては時代の制約で明かせなかった事を詳しく語りたいと申し出たという。追加情報の内容が重要であり、また以前は検閲でカットした部分もあるため、修正や加筆が行われた。アレクシエーヴィチは人間の証言について、ドキュメントではなく変化する生き物だと見なしている。

### 『亜鉛の少年たち』
独ソ戦についての2作品を発表したアレクシエーヴィチは、これ以上は戦争について書けないと考えていた。しかし、アフガニスタン紛争で戦死した兵士の埋葬に立ち会った際の出来事が変化を与えた。埋葬で黙って将軍の話を聞く大人に対し、戦死者の子供が棺に語りかけ叫ぶ様子を見て、この子供だけが誠実な人間であり、私は大人たちの沈黙の密約に加わりたくないと考えた。埋葬の体験によってアレクシエーヴィチはアフガニスタン紛争について取材を始め、『亜鉛の少年たち』（1991年）として発表した。書名の亜鉛とは、ハンダ付けで封印された棺を指しており、遺族でも開けることができない。遺体が激しく損壊しているため棺の中を見せないように作られており、少年と呼んでもよい18歳から20歳の兵士が前線に送られて亜鉛の棺となって帰ってきたことを表現している。またアレクシエーヴィチによれば、戦争で心が殺されて精神が鉛のようになってしまったという意味も込められている。『亜鉛の少年たち』は、アフガニスタン紛争に従軍した軍人や家族に取材して過酷な面を明るみにした。しかしその内容をめぐり、一部の帰還兵やその母親から、従軍した兵士の英雄的名誉を毀損したとして1992年にミンスクで裁判に訴えられた。この裁判は「アレクシエーヴィチ裁判」として報道されて反響を呼んだ。アレクシエーヴィチを支持する声明が出され、第二次世界大戦経験を持つ作家や遺族の母親による擁護の投書が裁判所に送られた。最終的に2名の告訴が立ち消えとなり、他2名の告訴は名誉毀損が認められた。当時アレクシエーヴィチを非難した遺族の中には、チェチェン紛争が起きた際にアフガニスタンと同様のことが起きていると考え、謝罪した者もいる。

### 『死に魅入られた人びと』、『チェルノブイリの祈り』
『死に魅入られた人びと』（1994年）では、ソビエト連邦の崩壊からの体制転換期に生きる支えを失った人々を取材した。この本と並行してソ連時代を生きた人々の愛をテーマにした作品として『永遠なる狩の妙なる鹿』を構想したが、出版はされていない。『チェルノブイリの祈り』（1997年）は、チェルノブイリ原発事故から10年後に被災地の住民や原発事故の関係者に取材した。

### 『セカンドハンドの時代』
『セカンドハンドの時代』（2013年）は、インタビューに20年以上をかけて執筆された。この作品は『戦争は女の顔をしていない』に比べると複雑な構成で、全体が2部に分かれ、第1部はソ連崩壊後の1990年代、第2部はプーチン政権時代の2000年代の証言になっている。証言者による長い語りと、匿名による「街頭の喧騒とキッチンの会話より」と名付けられた語りが収録されている。『死に魅入られた人びと』を引き継いだ内容も含まれており、1991年クーデターの指導者の1人でのちに自殺したセルゲイ・アフロメエフ元帥が登場する。故人であるため本人の発言はほとんどなく、証言はアフロメエフの知人や、モスクワの赤の広場にいた人々から収録されている。意見はクーデターを支持した側と、エリツィンを支持した側の両極に分かれている。それまでの作品と異なり軍高官が登場し、しかもほとんど匿名の証言で互いに矛盾している点などの特徴がある。アレクシエーヴィチは自作を声やコーラスなどの音楽にたとえることもあり、多声的な意見をまとめたものとして読むことができる。

## 主な受賞
- 1996年 スウェーデンPENクラブよりクルト・トゥホルスキー賞（英語版）
- 1998年 ライプツィヒのヨーロッパ相互理解賞（ドイツ語版）
- 2005年 第30回全米批評家協会賞ノンフィクション部門
- 2011年 リシャルト・カプシチンスキ賞（英語版）
- 2013年 ドイツ書籍協会平和賞
- 2013年 メディシス賞
- 2015年 ノーベル文学賞

## 主な著書
ベラルーシでの出版は、ルカシェンコ政権による言論統制のために取り消された。
日本においては、2015年10月時点で、群像社で出版された日本語訳3冊（3冊の累計で約1万部を発行）は、出版権が切れ増刷不可だったが、2016年2月に岩波現代文庫で『戦争は女の顔をしていない』『ボタン穴から見た戦争』が再刊された。
日本経済新聞社の『アフガン帰還兵の証言』も出版権が切れ、重版されなかったが、2022年6月に増補版（旧版の2倍）での新訳が刊行された。
出版権が有効だった『チェルノブイリの祈り』（岩波書店）は、10月19日に文庫が第4刷・重版で出庫を開始、2015年12月時点で文庫第7刷、5万部を発行。2016年9月に『セカンドハンドの時代』も岩波書店で刊行した。
- У ВОЙНЫ НЕ ЖЕНСКОЕ ЛИЦО (1984) 
日本語訳『戦争は女の顔をしていない』三浦みどり訳、群像社、2008年。／岩波書店＜岩波現代文庫＞、2016年。ISBN 978-4-00-603295-1
- ПОСЛЕДНИЕ СВИДЕТЕЛИ (1985)  。原題は『最後の生き証人』
日本語訳『ボタン穴から見た戦争：白ロシアの子供たちの証言』三浦みどり訳、群像社、2000年。／岩波書店＜岩波現代文庫＞、2016年。ISBN 978-4-00-603296-8
- ЦИНКОВЫЕ МАЛЬЧИКИ (1991)  
日本語訳『アフガン帰還兵の証言』三浦みどり訳、日本経済新聞社、1995年。
新訳『亜鉛の少年たち：アフガン帰還兵の証言』奈倉有里訳、岩波書店、2022年。ISBN 978-4-00-061303-3
- Зачарованные смертью (1994) 。インタビュー集
日本語訳『死に魅入られた人びと：ソ連崩壊と自殺者の記録』松本妙子訳、群像社、2005年。ISBN 978-4-905821-29-8
- ЧЕРНОБЫЛЬСКАЯ МОЛИТВА. ХРОНИКА БУДУЩЕГО (1997) 
日本語訳『チェルノブイリの祈り：未来の物語』松本妙子訳、岩波書店、1998年。／岩波現代文庫、2011年。ISBN 978-4-00-603225-8／完全版、2021年。ISBN 978-4-00-061452-8
- Время секонд хэнд (2013) 
日本語訳『セカンドハンドの時代：「赤い国」を生きた人びと』松本妙子訳、岩波書店、2016年。ISBN 978-4-00-061151-0

## 関連作品
『戦争は女の顔をしていない』や『チェルノブイリの祈り』は何度も舞台化されており、ベラルーシ、ロシア、ドイツ、フランスなどで上演された。アレクシエーヴィチ自身が脚本を手がけたものもある。『戦争は女の顔をしていない』の劇はソ連各地で上演され、映画はソヴィエト連邦国家賞を、ライプツィヒ国際ドキュメンタリー映画祭では銀の鳩賞を受賞した。日本でも漫画化されている。
- 『アレクシエーヴィチとの対話　「小さき人々」の声を求めて』、鎌倉英也, 徐京植, 沼野恭子共著

来日講演・対談・評論ほか（岩波書店、2021年6月）
- 『ユリイカ 詩と批評　特集 スヴェトラーナ・アレクシエーヴィチ』2022年7月号、青土社
- コミック版『戦争は女の顔をしていない』小梅けいと作画、速水螺旋人監修、KADOKAWA、2022年4月に4巻目刊
- 『チェルノブイリの祈り』は講談師の神田香織によって講談作品となっている[46]。

### 映像化作品
- 『戦争と女の顔』（『戦争は女の顔をしていない』を原案とする）
- 『亜鉛の少年たち』、ほか